# Negin
Negin (perz. نگین, dosl. dragulj) je otočić smješten u Perzijskom zaljevu odnosno iranskoj Bušeherskoj pokrajini. Nalazi se oko 300 m sjeveroistočno od grada Bušehera odnosno 200 m sjeverozapadno od otoka Sadre. Negin ima površinu od 0,3 km² i maksimalnu nadmorsku visinu od 2,0 m. Nije naseljen i koristi se kao skladište za susjednu bušehersku luku odnosno brodogradilište na Sadri s kojim ga povezuje i cesta. 

## Poveznice
- Perzijski zaljev
- Popis iranskih otoka